# Noyal-sur-Vilaine

Noyal-sur-Vilaine este o comună în departamentul Ille-et-Vilaine, Franța. În 1 ianuarie 2022 avea o populație de 6.250 de locuitori.